# Jüdischer Friedhof (Kluczbork)
Koordinaten: 50° 57′ 54,6″ N, 18° 13′ 7,7″ O

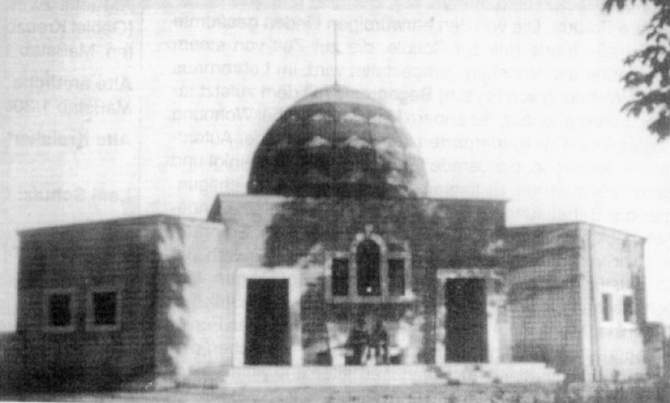
Trauerhalle auf dem jüdischen Friedhof in Kluczbork

Der Jüdische Friedhof in Kluczbork (deutsch Kreuzburg O.S.), einer polnischen Stadt in der Woiwodschaft Oppeln, wurde um 1926 errichtet. Der jüdische Friedhof an der Wyzwolenia Straße ist ein geschütztes Kulturdenkmal.

## Geschichte
Die Mitglieder der jüdischen Gemeinde in Kluczbork wurden bis 1926 auf dem jüdischen Friedhof in Kraskau (polnisch Krasków) beigesetzt. Danach legte die jüdische Gemeinde einen eigenen Friedhof direkt neben dem katholischen Friedhof an. Auf diesem errichtete man eine im orientalischen Stil gestaltete Trauerhalle.
Alle Grabsteine des jüdischen Friedhofs wurden nach 1945 niedergelegt.